# 서울 안양암 천오백불전 아미타삼존상
서울 안양암 천오백불전 아미타삼존상(서울 安養庵 千五百佛殿 阿彌陀三尊像)은 서울특별시 종로구 창신동 안양암에 있는 일제강점기의 불상이다. 2004년 9월 30일 서울특별시의 문화재자료 제25호로 지정되었다.

## 개요
천오백불전 전면 중앙에 본존으로 모셔져 있는 삼존불로 아미타불좌상 1구와 양보처상 2구로 이루어져 있다. 『안양암지(安養庵誌)』에 의하면 1936년 보응(普應)․석성(石城)․운곡(雲谷) 등이 조성한 것으로 되어 있다.
아미타불좌상은 방형(方形)의 얼굴에 머리가 크며 펑퍼짐한 육계(肉髻)에 중심계주(中心髻珠)와 정상계주(頂上髻珠)가 표현되어 있다. 좌우의 협시보살입상은 주름 잡힌 군의(裙衣) 모양이 특징적이다. 20c 전반기 불상의 도상 특징을 잘 보여주고 있다.

## 참고 문헌
- 안양암 천오백불전 아미타삼존상 - 국가유산청 국가유산포털